# Philip Sugden
Pour les articles homonymes, voir Sugden.
Philip Sugden (27 janvier 1947 à Kingston-upon-Hull, Angleterre - 26 avril 2014) est un historien britannique. Il est surtout connu pour ses études approfondies de l'affaire « Jack l'Éventreur ».
Sugden s'est régulièrement insurgé contre les auteurs qui ont effectué des recherches superficielles sur les crimes de Jack l'Éventreur, guidés par leur intuition.

## Œuvres
- Post-war British Conservative Party economic, political and ideological strategy, with particular reference to the period 1974 to 1979, 1985
- The Complete History of Jack the Ripper, 1994
- The Life and Times of Jack the Ripper, 1996
- Visions from the Fields of Merit: Drawing of Tibet and the Himalayas, 2000
- A Cabinet of Curiosities (inachevé)
- Forbidden Hero — The Georgian Underworld of Jack Sheppard (inachevé)